# Efni
Efni (Iufni) war ein altägyptischer König (Pharao) der 13. Dynastie (Zweite Zwischenzeit), der wohl nur kurz regierte.
Er ist bisher nur im Turiner Königspapyrus mit Sicherheit bezeugt. Er mag mit einem der sonst nur von Thronnamen bekannten Herrscher identisch sein.